# Relações entre China e Laos
As relações entre China e Laos são as relações diplomáticas estabelecidas entre a República Popular da China e a República Democrática Popular Lau. Ambos são vizinhos, com uma extensão de 423 km na fronteira entre os dois países.
Em 25 de abril de 1961, a China e o Laos estabeleceram relações diplomáticas e mantiveram relações de vizinhança e de amizade desde então. Entre o final dos anos 1970 e meados dos anos 1980, suas relações sofreram reveses. Em 1989, porém, as relações sino-laotianas voltaram ao normal. Ao longo dos últimos dez anos, as relações sino-laotianas têm visto uma restauração e um desenvolvimento abrangente, e as trocas de visitas entre os líderes dos dois países se tornaram freqüentes.